# Symmachia niciades
Symmachia niciades är en fjärilsart som beskrevs av Jean Baptiste Boisduval 1870. Symmachia niciades ingår i släktet Symmachia och familjen Riodinidae. Inga underarter finns listade i Catalogue of Life.